# Eretmocerus corni
Eretmocerus corni is een vliesvleugelig insect uit de familie Aphelinidae. De wetenschappelijke naam is voor het eerst geldig gepubliceerd in 1850 door Haldeman.